# 嘉義縣私立萬能高級工商職業學校
嘉義縣私立萬能高級工商職業學校（英文：Wan-Neng Senior&Commercial Vocational School），簡稱萬能工商、萬能高職，是一所位於嘉義縣水上鄉的高級工商職業學校。

## 校史
1970年該校由林萬來先生與黃能才先生共同創辦，8月25日經臺灣省政府教育廳准予立案，校名定為嘉義縣私立萬能工商職業補習學校，招收中級部商業科一班，高級部機工、電工、商業科各一班。 
1971年年奉臺灣省教育廳教三字第〇七九九五號函，准予改制為高級工商職業學校，原補習學校改制為附設補校，職校招收機工、電工、商科各一班計94人，是年增建玄關，教室七間，學生職補校計386人。  
1980年積極充實各科教學設備計新臺幣肆佰多萬元，機、電工科主要設備在嘉雲地區已凌駕其它私校，學生職補校計982人，並於70年6月奉准設立汽車修護科二班。1982年6月4日，機工科評鑑榮獲優等獎。 
1983年3月24日，商業科評鑑，電工科評鑑均獲優異成績。同年自籌經費新臺幣貳佰捌拾萬元建三樓教室五間，以作為教學之用，並自籌經費新臺幣肆佰萬元建造水泥鋼筋汽車修護科實習工場700平方公尺一棟，供汽修科學生實習之用，當時職補校學生人數計1042人。
1984年自籌經費新臺幣參佰陸拾萬元，增建三樓英打、中打、製圖教室、圖書閱覽室及電化教室各1間。1985年4月，自籌經費新臺幣貳佰捌拾伍萬元，新設電腦教學教室。  
1987年6月，奉臺灣省教育廳令，准予增設電子設備修護科及資訊兩科。  
1988年9月，自籌經費新臺幣壹仟貳佰萬元，興建力行大樓，建造鋼筋水泥四樓，一、二樓供電子科、資訊科實習用，三、四樓為中央空調現代化設備之男女生宿舍，可提供二百二十名遠道學生住宿。  
1989年5月，自籌經費新臺幣壹佰捌拾萬元，新設美髮教室、餐飲實習教室、客房、套房實習教室，以備觀光事業科學生教學使用。 
1992年8月奉教育廳核准，增設美容科。1992年9月通過行政院勞委會職訓局評鑑室內配線、工業配線丙級檢定場地評鑑合格，並承辦技能檢定工作。  
1993年5月增建育英樓，耗資新臺幣伍仟參佰貳拾萬元，建築面積四千二百平方公尺，增設室內游泳池、視廳室、圖書室、閱覽室、撞球室、KTV、交誼廳、桌球室、美容美髮專業教室、電腦教室及禮堂等。8月，觀光事業科及商業經營科調科班改設為資料處理科。同年通過行政院勞委會職訓局評鑑汽車修護技術士技能乙級、丙級檢定場地合格，並承辦技能檢定工作。 
1994年8月，電子科調科班改為資訊科增班。1995年8月通過行政院勞委會職訓局評鑑電腦硬體裝修、軟體應用技術士丙級檢定場地合格，並承辦技能檢定工作。  
1996年1月通過行政院勞工委員會職業訓練局評鑑氣體燃料導管職類丙級檢定場地合格，（全國唯一檢定場地）並承辦技能檢定工作。9月增建汽車修護科實習工廠，建地六百三十八平方公尺。 
1997年3月增建力行樓南、北兩側四層樓教室各八間，合計十六間新建教室。6月通過行政院勞工委員會職業訓諫局評鑑電器修護職類乙級、丙級檢定場地合格，並承辦技能檢定工作。
1997年11月科技大樓動土儀式後，開始動工與建，地下一樓，地上八樓，土地面積一千二百六十平方公尺，建築面積一萬餘平方公尺，雙座電梯，有階梯式會議廳、各科展示室、電算中心、學術研究室、電腦教室、各科辦公室、實習教室及檢定場所等，硬體工程耗資新臺幣壹億千萬元。   
1998年8月通過行政院勞工委員會職業訓練局評鑑自來水管配管職類乙級檢定場地合格，並承辦技能檢定工作。1999年5月通過行政院勞工委員會職業訓練局評鑑電腦軟體應用職類乙級檢定場地合格。12月，科技大樓完工。2000年1月3日落成啟用；當時學生人數職補校計2,166人。 
2004年學生數突破2,500人，為使師生有更寬廣的教學環境，董事會斥資興建風雨球場及慈暉大樓。  
2005年11月慈暉大樓動土儀式後，開始動工興建，地上六樓，土地面積1,025平方公尺，建築面積6,151平方公尺，有階梯式會議廳、各處室辦公室、校長室、小型會議室、咖啡廳、交誼聽、餐飲科辦公室、大禮堂、教室、餐飲科各職類實習教室及檢定場所等，硬體工程耗資新臺幣壹億貳千萬元。 
2005年11月室內球場動土儀式後，開始動工興建，土地面積1,816平方公尺，有運動器材管理室、冷熱飲販賣部、室內撞球台、籃球場、排球場、羽球場、硬體工程耗資新臺幣壹千萬元。  
2006年學生人數突破3,000人。2007年，慈暉大樓完工啟用，學生人數計3,286人，教職員數計136名，校車路線總計30線，路線遍及雲嘉南地區。
2007年慈暉大樓完工啟用。通過行政院勞工委會評鑑門市服務技術士丙級、餐旅服務技術士丙級、調酒技術士丙級、烘焙食品技術士丙級、網頁設計技術士丙級檢定場地合格，並承辦技能檢定工作。
2008年通過行政院勞工委會評鑑餐旅服務技術士丙級、中式麵食加工技術士乙級、丙級、網路架設技術士丙級檢定場地合格，並承辦技能檢定工作。增設美顏技術科（實用技能班）1班。2009年增設中餐廚師科（實用技能班）1班。2010年通過行政院勞工委會評鑑飲料調製技術士乙級、丙級檢定場地合格，並承辦技能檢定工作。
2011年新大樓09:00動土儀式後，於同年10月1日開始動工興建，地上4樓，土地面積2,312.24平方公尺，建築面積563.76平方公尺，1樓設置雲嘉南首創之博奕實習專區、觀光科／餐飲科聯合辦公室、中西烘焙複合式簡餐聽、觀光旅遊迎賓櫃檯，2樓設置中西餐宴會實習餐廳，3樓設置餐廳客房與門市服務乙／丙級技能檢定考場，4樓設置中餐選手教室、綜合示範教室、巧克力教室、實習廚房、品嚐室...等，硬體工程耗資新臺幣伍仟玖佰參拾萬元。增設觀光事務科（實用技能班）1班。
2015年首次海外招生，招入將近93名僑生，國籍分別為：越南、馬來西亞、泰國、印尼。並於在校就讀建教合作資訊科。2016年第二屆海外招生，招入將近195名僑生，國籍分別為：越南、馬來西亞並於在校就讀建教合作資訊科、餐飲科。  
2017年2月多媒體設計科新設VR體驗室、創課教室、攝影棚改建；時尚造型科新設寵物美容教室；資訊科新設專業電競教室；電機科新設智慧居家監控實習教室；學生宿舍四樓重新翻修並增設6間寢室。 
2018年8月學生宿舍新建多間寢室、浴室、儲藏室。該年度僑生總人數達到近800名學生，分別來自越南、馬來西亞、印尼等地，並於在校就讀建教合作資訊科、餐飲科。

## 歷任校長
| 任別 | 姓名     | 到任時間     |
| ---- | -------- | ------------ |
| 一   | 唐金四   | 1970年       |
| 二   | 黃能才   | 1973年       |
| 三   | 馮溥仁   | 1974年3月    |
| 四   | 黃能才   | 1979年9月2日 |
| 五   | 陳良境   | 1985年4月1日 |
| 六   | 張簡溪俊 | 2014年8月    |
| 七   | 林昱岑   | 2017年6月    |
| 八   | 陳育修   | 2018年8月    |
| 九   | 許瑞益   |              |

## 教學單位
- 職業類科正規班 
  - 多媒體設計科

- 建教合作班 
  - 資訊科 （僅僑生）
  - 餐飲科 （僅僑生）
  - 烘焙科 （僅僑生）

- 實用技能班 
  - 電機科
  - 汽車科
  - 資訊科
  - 餐飲科
  - 時尚造型科
  - 多媒體設計科

## 籃球隊
| 學年度    | 級別 | 成績           |
| --------- | ---- | -------------- |
| 107學年度 | 甲級 | 資格賽出局     |
| 108學年度 | 甲級 | 資格賽外卡出局 |
| 109學年度 | 甲級 | 複賽外卡出局   |
| 110學年度 | 甲級 | 預賽出局       |
| 111學年度 | 甲級 | 資格賽外卡出局 |
| 112學年度 | 甲級 | 資格賽出局     |

## 外部連結
- 萬能高級工商職業學校（页面存档备份，存于）
- 萬能高級工商職業學校Facebook （页面存档备份，存于）